# My Fairy King
"My Fairy King" (Español: "Mi Rey de las Hadas") es una canción por la banda de rock británica Queen. Escrita por Freddie Mercury, es la cuarta canción del álbum debut de 1973, Queen.

## Composición
"My Fairy King" es un número influenciado por el glam rock, aproximadamente cuatro minutos y ocho segundos en duración. La voz principal es cantada por Freddie Mercury, con coros por Roger Taylor. La inspiración para "My Fairy King" viene del poema de Robert Browning, El flautista de Hamelín.
"My Fairy King" fue la primera canción de Queen en presentar las habilidades en piano de Mercury. Guitarrista Brian May dijo en las grabaciones de canciones:

This was the first time we'd really seen Freddie working at his full capacity. He's virtually a self-taught pianist, and he was making vast strides at the time, although we didn't have a piano on stage at that point because it would have been impossible to fix up. So in the studio was the first chance Freddie had to do his piano things and we actually got that sound of the piano and the guitar working for the first time which was very exciting. "My Fairy King" was the first of these sort of epics where there were lots voice overdubs and harmonies. Freddie got into this, and that led to "The March of the Black Queen" on the second album and then "Bohemian Rhapsody" later on.

Esta es la canción que inspiró a Freddie Mercury a cambiar su apellido. La letra contiene un verso con las palabras "Mother Mercury, look what they've done to me." Brian May ha dicho que después de que la línea fue escrita, Freddie alegó que estaba cantando sobre su madre. Freddie Bulsara tomó el nombre artístico de Freddie Mercury.
Está fue la primera canción que Queen tocó en su primera aparición en la radio, una sesión de John Peel para la BBC Radio 1. Más tarde publicado en el álbum recopilatorio en vivo de 1989, At the Beeb.

## Otras apariciones
La canción también aparece en dos álbumes recopilatorios de la banda: Deep Cuts, Volume 1 (2011) y On Air (2016).

## Créditos
Queen
- Freddie Mercury – voz principal, piano
- Brian May – guitarra eléctrica
- Roger Taylor – coros, batería, percusión
- John Deacon – bajo eléctrico